# Парагангліома
Парагангліома — нейроендокринна група пухлин, що є екстраадренальною феохромоцитомою. Парагангліома може походити з парагангліїв, що розташовані вздовж парасимпатичних нервів голови, шиї, середостіння. Парагангліома може бути діагностована як парагангліома каротидного тіла, каротидно-тимпанічна, вагусна, ларингеальна, аорто-пульмональна.

## Патологічна анатомія

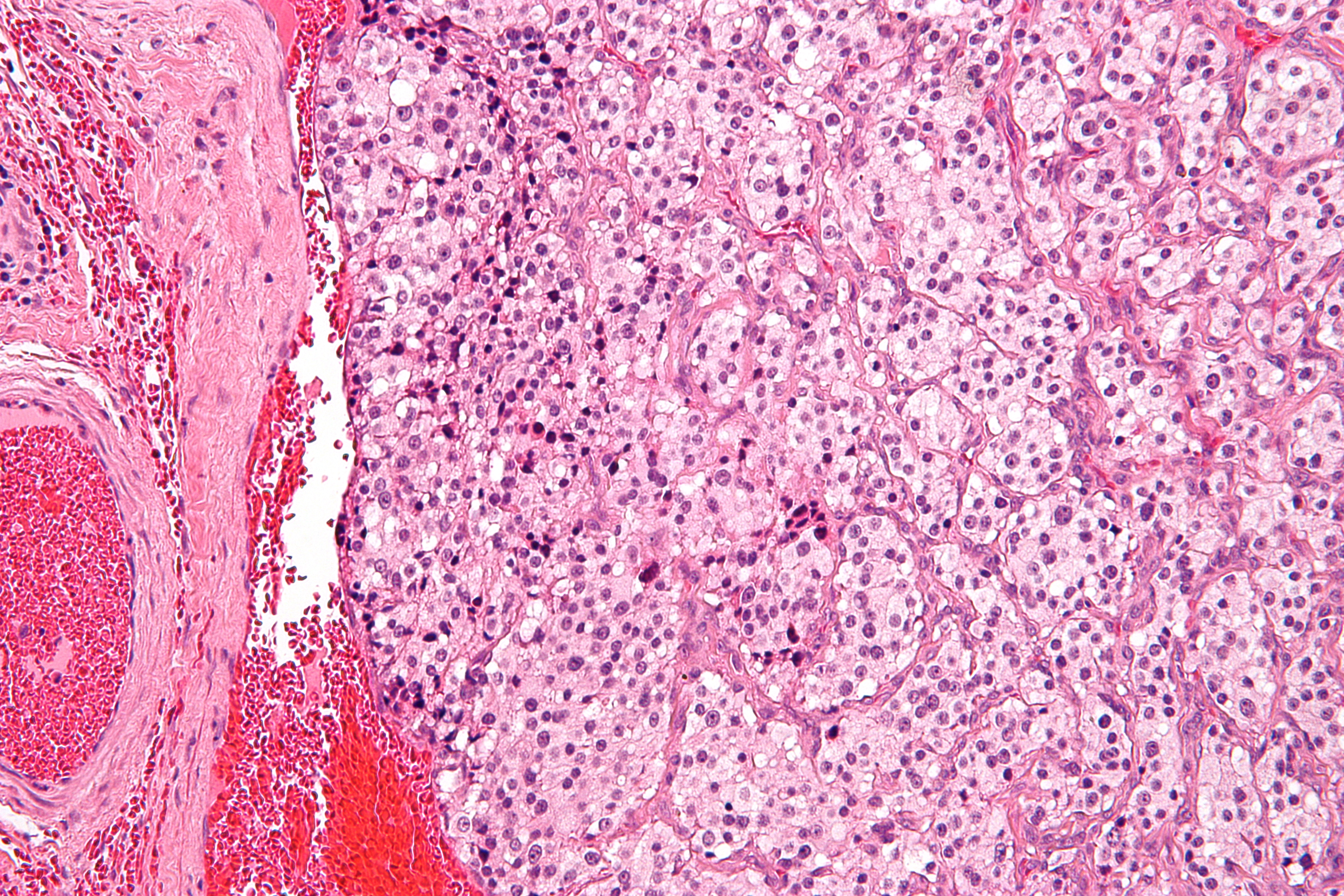
Мікрофотознімок парагангліоми (пухлина каротидного тіла).

Солідна пухлина, що може бути з капсулою або частково мати капсулу. Поверхня на розрізі темно-коричнева, з вираженою васкуляризацією строми та вогнищами фіброзу. Розміри різні, часто до 5 см в найбільшому діаметрі. Мікроскопічно парагангліоми характеризується наявністю головних та сустентакулярних клітин. Головні клітини — з еозинофільною цитоплазмою та атиповими ядрами. Сустенкулярні клітини оточують головні та асоційовані з експресією протеїнів S100 та GFAP.

## Клінічна картина
Клінічна картина залежить від гормональної активності пухлини: можуть бути симптоми пов'язані з гіперкортицизмом, карциноїдом або артеріальною гіпертензією.
Також в залежності від особливостей строми та кількості судин визначають варіанти парагангліоми: альвеолярний, альвеолярно-трабекулярний, трабекулярний, ангіоматозний, солідний.

## Діагностика
Хворим з підозрою на парагангліому рекомендовано проведення сцинтіграфії з І123- або І131-метайодбензилгуанідином (MIBG). MIBG може поєднуватись з комп'ютерною томографією, що демонструє високу чутливість (80–90 %) та специфічність (95–100 %). При визначенні підозрілої маси, може бути виконана ТАПБ з подальшим цитологічним дослідженням біоптату, виконанням імуноцитохімічного дослідження.

## Лікування
Для лікування парагангліоми може бути виконано оперативне лікування — видалення пухлини, емболізація або радіотерапія.